# Руджеро Мастроянні
Рудже́ро Мастроя́нні (італ. Ruggero Mastroianni; нар. 7 листопада 1929, Турин, Королівство Італія — пом. 9 вересня, 1996, Помеція, Лаціо, Італія) — італійський монтажер. П'ятиразовий лауреат італійської національної кінопремії «Давид ді Донателло» за найкращий монтаж та низки інших професійних кінонагород. Вважається одним з найкращих монтажерів свого покоління.

## Біографія
Руджеро Мастроянні народився 7 листопада 1929 року в Турині, Італія, в сім'ї теслі Отторіно і домогосподарки Іди Мастроянні. Його старший брат — видатний італійський актор Марчелло Мастроянні. У кіно почав працювати у 1954 році асистентом монтажера. З 1957 році працював режисером монтажу, за час своє кінематографічної кар'єри взявши участь у роботу над понад 180-ти стрічками.
Починаючи з фільму «Джульєтта і ду́хи» (1965), Мастроянні протягом 20-ти років постійно співпрацював з Федеріко Фелліні, взявши участь у роботі над такими його фільмами, як «Сатирикон Фелліні» (1969), «Рим» (1972), «Амаркорд» (1973), «Місто жінок» (1980), «Джинджер і Фред» (1986) та ін. Плідною була також співпраця Мастроянні з Лукіно Вісконті, зокрема, у роботі його над фільмами «Сторонній» (1967), «Загибель богів» (1969), «Смерть у Венеції» (1971) та «Людвіг» (1972).
У 1971 році Руджеро Мастроянні знявся як актор у фільмі Луїджі Маньї «Сципіон, якого називають Африканським», у якому його брат зіграв головну роль.
Упродовж своєї кар'єри Мастроянні за свою професійну майстерність п'ять разів був відзначений італійською національною кінопремією «Давид ді Донателло» (у 1997 році посмертно).

## Фільмографія (вибіркова)
- 1959 : Південний вітер / Vento del Sud
- 1960 : Дофіни / I delfini
- 1961 : Вбивця / L'assassino
- 1961 : Пароль «Вікторія» / Un giorno da leoni
- 1961 : Безнадійні дні / Giorno per giorno disperatamente
- 1962 : Безлад / Il disordine
- 1962 : Відлік днів / I giorni contati
- 1962 : Син Спартака / Il figlio di Spartacus
- 1962 : Чотири дні Неаполя / Le quattro giornate di Napoli
- 1963 : Найкоротший день / Il giorno più corto
- 1963 : Ящірки / I basilischi
- 1963 : Море / Il mare
- 1963 : Сентиментальна спроба / Un tentativo sentimentale
- 1963 : Товариші / I compagni
- 1963 : Учитель з Віджевано / Il maestro di Vigevano
- 1964 : Дурний світ / I malamondo
- 1964 : Білі голоси / Le voci bianche
- 1964 : Небезпечне кохання / Amori pericolosi
- 1964 : Байдужі / Gli indifferenti
- 1964 : Дівчина у позику / La ragazza in prestito
- 1964 : Постійність розуму / La costanza della ragione
- 1965 : Цього разу поговоримо про чоловіків / Questa volta parliamo di uomini
- 1965 : Казанова-70 / Casanova '70
- 1965 : Джульєтта і ду́хи / Giulietta degli spiriti
- 1965 : Десята жертва / La decima vittima
- 1965 : Зроблено в Італії / Made in Italy
- 1966 : Діва для принца / Una vergine per il principe
- 1966 : Армія Бранкалеоне / L'armata Brancaleone
- 1966 : Цукровий кольт / Sugar Colt
- 1966 : Я не розумію / Spara forte, più forte, non capisco
- 1966 : Феї / Le Fate
- 1966 : Зрада по-італійськи / Adulterio all'italiana
- 1966 : Я думаю, мій чоловік збирається убити мене / Il marito è mio e l'ammazzo quando mi pare
- 1967 : Кожному своє / A ciascuno il suo
- 1967 : Сторонній / Lo straniero
- 1967 : Хтось зрадив / Qualcuno ha tradito
- 1968 : Ескалація / Escalation
- 1968 : Викрадення людини / Sequestro di persona
- 1968 : Три кроки в маренні / Histoires extraordinaires
- 1968 : Дівчина з пістолетом / La ragazza con la pistola
- 1968 : Даруйте, займемося любов'ю? / Scusi, facciamo l'amore?
- 1968 : Тиха місцина за містом / Un tranquillo posto di campagna
- 1968 : Велика лялька / La bambolona
- 1969 : Сатирикон Фелліні / Fellini — Satyricon
- 1969 : H2S / H2S
- 1969 : Те, бабуся померла / Toh, è morta la nonna!
- 1969 : Загибель богів / La caduta degli dei (Götterdämmerung)
- 1969 : У рік господній / Nell'anno del Signore
- 1969 : Слідство у справі громадянина поза всякими підозрами / Indagine su un cittadino al di sopra di ogni sospetto
- 1970 : Розоліно Патерно: Солдат / Rosolino Paternò, soldato…
- 1970 : Клоуни / I clowns (телевізійний)
- 1970 : Люди проти / Uomini contro
- 1970 : Пари / Le coppie
- 1970 : Бранкалеоне в хрестових походах / Brancaleone alle crociate
- 1970 : Пишність і убогість пані Рояль / Splendori e miserie di Madame Royale
- 1971 : Смерть у Венеції / Morte a Venezia
- 1971 : Вікінги прийшли з півдня / Il vichingo venuto dal sud
- 1971 : Сципіон, якого називають Африканським / Scipione detto anche l'africano
- 1971 : Робітничий клас іде в рай / La classe operaia va in paradiso
- 1971 : Леді Свобода / La mortadella
- 1972 : Справа Маттеї / Il caso Mattei
- 1972 : Рим / Roma
- 1972 : Помісти чудовисько на першу смугу / Sbatti il mostro in prima pagina
- 1973 : Людвіг / Ludwig
- 1973 : Хочемо полковників / Vogliamo i colonnelli
- 1973 : Тоска / La Tosca
- 1973 : Власність більше не крадіжка / La proprietà non è più un furto
- 1973 : Дон Лучіано / Lucky Luciano
- 1973 : Тереза — злодійка / Teresa la ladra
- 1973 : Амаркорд / Amarcord
- 1973 : Не чіпай білу жінку / Touche pas à la femme blanche
- 1974 : Секс в конфесійній / Sesso in confessionale
- 1974 : Флавія, мусульманська черниця / Flavia, la monaca musulmana
- 1974 : Генерал спить стоячи / Il generale dorme in piedi
- 1974 : Народний роман / Romanzo popolare
- 1974 : Сімейний портрет в інтер'єрі / Gruppo di famiglia in un interno
- 1974 : Торговці смертю / Finché c'è guerra c'è speranza
- 1974 : Шлях бабуїнів / La via dei babbuini
- 1975 : Мазурка барона, святої діви і фігового дерева / La mazurka del barone, della santa e del fico fiorone
- 1975 : Мої друзі / Amici miei
- 1975 : Так починається пригода / Qui comincia l'avventura
- 1975 : Ясновельможні трупи / Cadaveri eccellenti
- 1976 : Тодо модо / Todo modo
- 1976 : Невинний / L'innocente
- 1976 : Лише б не дізналися всі навколо! / Basta che non si sappia in giro!..
- 1976 : Казанова Фелліні / Il Casanova di Federico Fellini
- 1976 : Ті дивні випадки / Quelle strane occasioni
- 1976 : Дорогою Мікеле / Caro Michele
- 1977 : Дуже дрібний буржуа / Un borghese piccolo piccolo
- 1977 : Залізний префект / Il prefetto di ferro
- 1977 : Ім'ям папи-короля / In nome del papa re
- 1977 : У поросят є крила / Porci con le ali
- 1978 : Прощавай, самець / Ciao maschio
- 1978 : Дитя ночі / L'enfant de nuit
- 1978 : Репетиція оркестру / Prova d'orchestra
- 1978 : Христос зупинився в Еболі / Cristo si è fermato a Eboli
- 1979 : Забути Венецію / Dimenticare Venezia
- 1979 : Подорож з Анітою / Viaggio con Anita
- 1979 : Денні кантати / I giorni cantati
- 1979 : Хороші новини / Buone notizie
- 1980 : Непостійна Розі / Temporale Rosy
- 1980 : Місто жінок / La città delle donne
- 1980 : Вільний біг / Corse a perdicuore
- 1980 : Берсальєри йдуть / Arrivano i bersaglieri
- 1980 : Готельний номер / Camera d'albergo
- 1980 : Три брати / Tre fratelli
- 1980 : Врятуй себе, якщо хочеш / Si salvi chi vuole
- 1981 : Хабібі, любов моя / Habibi, amor mío
- 1981 : Шкура / La pelle
- 1981 : Історії звичайного безумства / Storie di ordinaria follia
- 1981 : Маркіз дель Грілло / Il marchese del Grillo
- 1982 : По той бік дверей / Oltre la porta
- 1982 : Мої друзі, частина 2 / Amici miei — Atto II°
- 1982 : Граф Такк'я / Il conte Tacchia
- 1982 : Історія П'єри / Storia di Piera
- 1982 : Далекобійники / I camionisti
- 1982 : Красень мій, красуня моя / Bello mio, bellezza mia
- 1983 : Будьте добрими… якщо зможете / State buoni… se potete
- 1983 : І корабель пливе… /  E la nave va
- 1983 : Серця і обладунки / I paladini — Storia d'armi e d'amori
- 1983 : Сінг-сінг / Sing Sing
- 1984 : Бажання / Desiderio
- 1984 : Кармен / Carmen
- 1984 : Майбутнє — це жінка / Il futuro è donna
- 1984 : Віч-на-віч / A tu per tu
- 1984 : Бертольдо, Бертольдіно і Какашка / Bertoldo, Bertoldino e… Cacasenno
- 1985 : Два життя Маттіа Паскаля / Le due vite di Mattia Pascal
- 1985 : Берлінський роман / The Berlin Affair
- 1985 : Гарем / Harem
- 1985 : Зловмисники, як завжди, невідомі через двадцять років / I soliti ignoti vent'anni dopo
- 1985 : Джинджер і Фред / Ginger e Fred
- 1985 : Голка в серці / Una spina nel cuore
- 1985 : Сподіваємося, що буде дівчинка / Speriamo che sia femmina
- 1986 : Я тебе кохаю / I Love You
- 1986 : День перший / Il giorno prima
- 1987 : Хроніка оголошеної смерті / Cronaca di una morte annunciata
- 1987 : Мої перші сорок років / I miei primi 40 anni
- 1987 : У багатих свої звички / Roba da ricchi
- 1987 : Шахраї як і ми / I picari
- 1987 : Велике казино Монте-Карло / Montecarlo Gran Casinò
- 1987 : Білі люди — карашо! / Ya bon les blancs
- 1987 : Від Понтія Пілата / Secondo Ponzio Pilato
- 1988 : Будні комісара Амброзіо / I giorni del commissario Ambrosio
- 1988 : Азартна гра / La partita
- 1989 : Король О. / O re
- 1989 : Забути Палермо / Dimenticare Palermo
- 1989 : Безневинна дружина і хворий чоловік / La moglie ingenua e il marito malato (телевізійний)
- 1989 : 12 режисерів про 12 міст / 12 registi per 12 città
- 1990 : Дивна хвороба / Il male oscuro
- 1990 : Ім'ям суверенного народу (телевізійний)In nome del popolo sovrano
- 1990 : Втеча з раю / Fuga dal paradiso (телевізійний)
- 1990 : Альфонс / La bocca
- 1990 : Озброєна жінка / Donne armate (телевізійний)
- 1991 : Мільйони / Miliardi
- 1991 : Плоть / La carne
- 1991 : Россіні! Россіні! / Rossini! Rossini!
- 1992 : Сердечні подруги / Le Amiche del cuore
- 1992 : Зміїні батьки / Parenti serpenti
- 1993 : Щоденник маніяка / Diario di un vizio
- 1993 : Джованні Фальконе / Giovanni Falcone
- 1993 : Удар хвоста / Colpo di coda (телевізійний)
- 1993 : Екстаз / Estasi
- 1994 : Ніч і мить / The Night and the Moment
- 1994 : Дорогі друзі-приятелі (1994) Cari fottutissimi amici
- 1995 : Згідно з Перейрою / Sostiene Pereira
- 1995 : Влаштуємо рай / Facciamo paradiso
- 1997 : Перемир'я / La tregua

## Нагороди
| Рік                         | Категорія                            | Номінант                                   | Результат |
| --------------------------- | ------------------------------------ | ------------------------------------------ | --------- |
| Премія «Срібна стрічка»     |                                      |                                            |           |
| 1972                        | Найкращий новий актор                | Сципіон, що називається також Африканським | Номінація |
| 1986                        | Найкраща технічна якість (за монтаж) | Сподіваємося, що буде дівчинка             | Перемога  |
| Премія «Давид ді Донателло» |                                      |                                            |           |
| 1981                        | Найкращий монтаж                     | Готельний номер                            | Перемога  |
| 1982                        | Найкращий монтаж                     | Історії звичайного безумства               | Перемога  |
| 1985                        | Найкращий монтаж                     | Кармен                                     | Перемога  |
| 1986                        | Найкращий монтаж                     | Сподіваємося, що буде дівчинка             | Перемога  |
| 1995                        | Найкращий монтаж                     | Згідно з Перейрою                          | Номінація |
| 1997                        | Найкращий монтаж                     | Перемир'я (посмертно)                      | Перемога  |
| Премія «Золотий Чак»        |                                      |                                            |           |
| 1986                        | Найкращий монтаж (у співаторстві)    | Джинджер і Фред                            | Перемога  |